# Geilinkmolen
De Geilinkmolen, of Geilingmolen of Galingmolen, was een windmolen uit 1862 in Bogaarden in de Belgische gemeente Pepingen.

## Historiek
De Geilinkmolen was een staakmolen met open voet en werd tussen 1862 en 1865 gebouwd door Jean-Baptiste Van den Schriek. Deze was ook molenaar in Herfelingen (Kanronjemolen). De eerste constructie brandde in 1863 af en een nieuwe molen werd gebouwd op het naastliggend perceel.
Na de Eerste Wereldoorlog, in 1919 werd de molen voor het laatst verkocht en geraakte hij in verval. In 1934 is op een foto van Theo Danneau goed te zien dat de molenkast vervallen is en wieken en trap reeds ontbreken.
In 1938 was de molen reeds gesloopt.

### Ontsluiting van de molen
De locatie is een halte op de Molenfietsroute Pepingen. Deze wandel-/fietsroute is een onderdeel van de Molenbox, ontwikkeld door de Erfgoedcel Pajottenland Zennevallei in 2009. In 2023 werd de locatie van de voormalige molen door de gemeente Pepingen ontsloten via een QR-code.